# Visken
Visken är en sjö i Finspångs kommun och Katrineholms kommun i Östergötland och ingår i Nyköpingsåns huvudavrinningsområde. Sjön har en area på 0,752 kvadratkilometer och ligger 43,1 meter över havet.

## Delavrinningsområde
Visken ingår i det delavrinningsområde (653042-151686) som SMHI kallar för Utloppet av Visken. Medelhöjden är 52 meter över havet och ytan är 9,31 kvadratkilometer. Räknas de 6 avrinningsområdena uppströms in blir den ackumulerade arean 96,32 kvadratkilometer. Tisnare Kanal som avvattnar avrinningsområdet har biflödesordning 3, vilket innebär att vattnet flödar genom totalt 3 vattendrag innan det når havet efter 100 kilometer. Avrinningsområdet består mestadels av skog (77 procent). Avrinningsområdet har 0,75 kvadratkilometer vattenytor vilket ger det en sjöprocent på 8,1 procent.